# اكابانه (طوكيو)
اكابانه (باليابانية: 赤羽)هو حي سكني في كيتا، طوكيو، يقع بالقرب من حدود محافظة سايتاما. رمزها البريدي هو 115-0045. يشتهر حي اكابانه بأمكانية الوصول المباشر إلى جزء كبير من وسط طوكيو بالقطار.

## التعليم
يشغيل المدارس الابتدائية والإعدادية في اكابانه مجلس التعليم بمدينة كيتا.
تقسم أجزاء مختلفة من اكابانه إلى مدارس ابتدائية مختلفة اعتمادًا على عنوان الاقامة:
- مدرسة اكابانه الابتدائية (赤羽小学校)
- مدرسة إيوابوتشه الابتدائية (第四岩淵小学校)

ويخدم كل حي اكابانه مدرسة أكابانيوابوتشه الإعدادية (赤羽岩淵中学校).

## النقل
تقع محطة اكابانه في الحي وهي محطة لأربعة خطوط قطار مختلفة تديرها شركة شرق اليابان للسكك الحديدية.